# Petra Veselá
Petra Veselá (* 1983) je česká baristka, vyhrála Mistrovství České republiky baristů soutěž Mistr kávy v letech 2005 a 2007, několikrát se umístila na 2. a 3. příčce. Reprezentovala ČR na Mistrovství světa baristů v Curychu a na Šampionátu v latté art v Antverpách.
Narodila se v roce 1983, vystudovala ZŠ Jílové u Prahy, později První obnovené reálné gymnázium. V roce 2004 si otevřela v Jílovém u Prahy kavárnu. V roce 2010 jí vyšla Kniha o kávě.